# Vannevar Bush
Vannevar Bush (/væˈniːvɑːr/ van-NEE-var (Everett, Massachusetts, 11 de març de 1890 – Belmont, Massachusetts, 28 de juny de 1974) va ser un enginyer i investigador estatunidenc, que durant la Segona Guerra Mundial va dirigir l'Oficina de Recerca i Desenvolupament Científics dels EUA (OSRD), la qual es va encarregar de la recerca i desenvolupament militars durant gairebé tot el període de la guerra, inclosa la creació i gestió inicial del Projecte Manhattan. És també conegut en el camp de l'enginyeria i la documentació, per la seva feina en el Computador analògic, per fundar Raytheon i pel Memex, un imaginatiu lector de microfilms amb una estructura anàloga a l'hipertext. El 1945, Bush va publicar l'article "As we may think" on va pronosticar que "apareixeran enciclopèdies de formes totalment noves, elaborades a partir d'un conjunt de fils relacionats entre si, a punt per ser inclosos al Memex i allà ampliats". El Memex va influir en diverses generacions d'informàtics, que varen inspirar-se de la seva visió del futur. Va ser el responsable principal del moviment que va portar a la creació de la National Science Foundation.
Per a la seva tesi de màster, Bush va inventar i va patentar un "profile tracer", un dispositiu de mapatge per ajudar els agrimensors. Aquesta va ser la primera d'una sèrie d'invencions. El 1919 va entrar al Departament d'Enginyeria Elèctrica de l'Massachusetts Institute of Technology (MIT), i el 1922 va fundar l'empresa coneguda actualment com a Raytheon. A partir de 1927, Bush va elaborar un analitzador diferencial, un ordinador analògic amb alguns components digitals que podia solucionar equacions diferencials amb 18 variables independents. Una derivació de la feina feta al MIT per Bush i altres va ser els inicis de la teoria de disseny de circuits digitals. El 1932, Bush va ser vicepresident del MIT i degà de l'Escola d'Enginyeria del MIT, i el 1938, president de la institució Carnegie de Washington.
El 1938 es va incorporar al National Advisory Committee for Aeronautics (NACA), i aviat en va esdevenir el president. Com a president del National Defense Research Committee (NDRC), i més tard director d'OSRD, Bush va coordinar les activitats d'uns 6.000 científics nord-americans capdavanters en l'aplicació de la ciència als temps de guerra. Bush va ser un ben conegut pensador polític i intel·lectual durant la Segona Guerra Mundial, arran de ser de fet el primer assessor científic del president del país. Com a responsable del NDRC i de l'OSRD, va iniciar el Projecte de Manhattan, i s'assegurà que rebés la màxima prioritat per part dels nivells més alts del Govern. Des de la revista Science, amb el seu informe per al president "The endless frontier" de 1945, Bush demanava una ampliació del suport del Govern per a la ciència, i va reclamar la creació de la National Science Foundation.

## Primers anys de vida i feina
Vannevar Bush va néixer a Everett, Massachusetts, l'11 de març de 1890. Fou el tercer fill (l'únic nen) de Perry Bush, pastor local de l'Església Universalista i la seva muller, Emma Linwood (de soltera, Paine). Va tenir dues germanes més grans, Edith i Reba. Varen triar el seu nom per John Vannevar, un antic amic de la família que havia estudiat al Tufts College amb son pare. El 1892, la família es va traslladar a Chelsea, Massachusetts, on Bush va acabar els estudis de l'institut el 1909.
Llavors va anar a estudiar al Tufts College, com abans havia fet el seu pare. Va ser un estudiant popular, fou vicepresident del seu curs a segon, i president a tercer. Durant el seu últim any, va dirigir l'equip de futbol. Fou membre de la fraternitat Alfa Tau Omega, i va començar a sortir amb Phoebe Clara Davis, que també era de Chelsea. Tufts permetia als estudiants obtenir el grau de màster en quatre anys simultàniament amb la llicenciatura. Per la seva tesi de màster, Bush va inventar i va patentar un "traçador de perfils". Es tractava d'un dispositiu per ajudar els agrimensors que s'assemblava a un tallagespa. Duia dues rodes de bicicleta, i un bolígraf que dibuixava el perfil del terreny per on passava. Va ser el primer d'una sèrie d'invents. En la seva graduació, el 1913, va rebre els dos graus de llicenciat i màster en ciències.
Després de la graduació, Bush va treballar a la General Electric (GE) a Schenectady, Nova York, per 14 $ a la setmana. Com a "provador", la seva feina consistia a avaluar equipament per assegurar que fos segur. Va traslladar-se a la planta de GE de Pittsfield, Massachusetts, per treballar en transformadors d'alt voltatge, però després d'un incendi a la planta, Bush i els altres provadors van ser suspesos. Va tornar a Tufts l'octubre 1914 per ensenyar matemàtiques, i va passar les vacances d'estiu del 1915 treballant a les drassanes de l'Armada de Brooklyn d'inspector elèctric. Va aconseguir una beca de 1.500 dòlars per fer el doctorat a la Universitat de Clark amb Arthur Gordon Webster, però Webster volia que Bush estudiés acústica. Bush va preferir plegar abans que estudiar un tema que no li interessava.
Llavors es va matricular en el programa d'enginyeria elèctrica de l'Institut de Tecnologia de Massachusetts (MIT). Esperonat per la necessitat d'aconseguir prou seguretat financera com per casar-se, va entregar la seva tesi, titulada "Circuits de Corrent Oscil·latori: Una Extensió de la Teoria de Velocitats Angulars Generalitzades, amb Aplicacions al Circuit Acoblat i la Línia de Transmissió Artificial", l'abril de 1916. El seu conseller, Arthur Edwin Kennelly, va intentar exigir-li més feina, però Bush ho va rebutjar, i el director del departament li va donar suport; Bush va rebre el seu doctorat en enginyeria conjuntament del MIT i Harvard. Es va casar amb Phoebe l'agost de 1916. Van tenir dos fills: Richard Davis Bush i John Hathaway Bush.
Bush va acceptar una feina a Tufts, on es va implicar amb la American Radio and Research Corporation (AMRAD), que va començar a retransmetre música des del campus le 8 de març de 1916. El propietari de l'emissora, Harold Power, el va contractar per portar el laboratori de l'empresa, amb un sou millor que el que rebia a Tufts. El 1917, després de l'entrada dels Estats Units a la Primera Guerra Mundial, va anar a treballar amb el Consell de Recerca Nacional. Va intentar de desenvolupar un sistema per detectar submarins mesurant les pertorbacions en el camp magnètic de la Terra. El seu dispositiu va funcionar tal com s'havia dissenyat, però només des d'un vaixell de fusta; els intents per aconseguir-lo fer funcionar en un vaixell de metall com un destructor van fracassar.

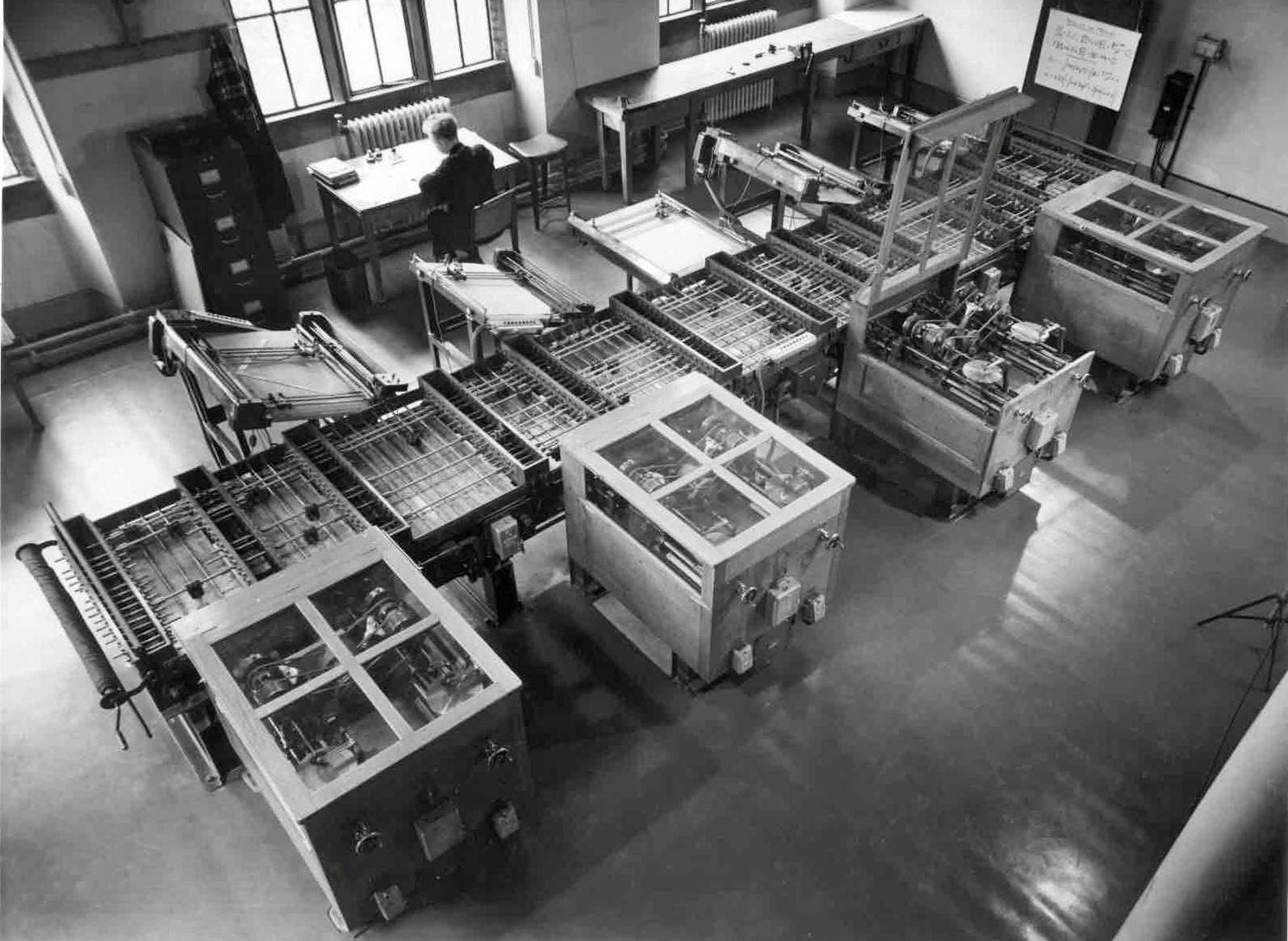
L'analitzador diferencial fet amb Meccano utilitzat al laboratori de Matemàtiques de la Universitat de Cambridge, 1938. Douglas Hartree, que va visitar Bush en el seu laboratori el 1933, el va construir basant-se en un disseny de Bush.

Bush va deixar Tufts el 1919, tot i que va continuar treballant per AMRAD, i va passar al Departament d'Enginyeria Elèctrica del MIT, on va treballar sota Dugald C. Jackson. El 1922, va col·laborar amb el també professor del MIT William H. Timbie en Principles of Electrical Engineering, un llibre de text introductori. Els contractes lucratius de la Primera Guerra Mundial per AMRAD s'havien cancel·lat, i Bush va intentar millorar la situació de l'empresa desenvolupant un interruptor termostàtic que havia inventat Al Spencer, un tècnic d'AMRAD, en el seu temps lliure. La direcció d'AMRAD no es va interessar pel dispositiu, però no va tenir cap objecció a vendre'l. Bush va trobar suport de Laurence K. Marshall i Richard S. Aldrich per crear l'empresa Spencer Thermostat, que va contractar a Bush com a consultor. La nova empresa va tenir aviat ingressos de més d'un milió de dòlars. Es va fusionar amb General Plate Company per formar Metals & Controls Corporation el 1931, i amb Texas Instruments el 1959. Texas Instruments la va vendre a Bain Capital el 2006, i va tornar a ser una empresa independent com a Sensata Technologies el 2010.
El 1924, Bush i Marshall van formar equip amb el físic Charles G. Smith, qui hi havia inventat un dispositiu anomenat tub-S. Això permetia que les ràdios, que fins llavors requerien dos tipus diferents de piles, funcionessin amb corrent domèstic. Marshall va aconseguir 25.000 dòlars per fundar l'American Appliance Company el 7 de juliol de 1922, per comercialitzar l'invent, amb Bush i Smith entre els seus cinc directors. L'operació va fer ric Bush, i l'empresa, ara coneguda com a Raytheon, va acabar convertint-se en una gran empresa d'electrònica i contractista de defensa.
A partir de 1927, Bush va construir un analitzador diferencial, un ordinador analògic que podia resoldre equacions diferencials amb fins a 18 variables independents. Aquest invent va sorgir dels treballs anteriors de Herbert R. Stewart, un dels estudiants de màster de Bush, que gràcies al suggeriment de Bush va crear l'integraph, un dispositiu per resoldre equacions diferencials de primer ordre, el 1925. Un altre estudiant, Harold Hazen, va proposar estendre el dispositiu per manejar equacions diferencials de segon ordre. Bush es va adonar immediatament del potencial d'aquest invent, perquè eren molt més difícils de resoldre, però alhora eren força freqüents en Física. Sota la supervisió de Bush, Hazen fou capaç de construir l'analitzador diferencial, una matriu d'eixos i plomes que simulaven mecànicament i dibuixaven l'equació desitjada. A diferència de dissenys més antics que eren purament mecànics, l'analitzador diferencial tenia alhora components elèctrics i mecànics. Entre els enginyers que van fer ús de l'analitzador diferencial hi havia Edith Clarke, de General Electric, que el va utilitzar per resoldre problemes relacionats amb el transport d'electricitat. Pel desenvolupament de l'analitzador diferencial, Bush va rebre la Medalla Louis E. Levy de l'Institut Franklin el 1928.

Bush ensenyava teoria de circuits i càlcul operacional seguint els mètodes d'Oliver Heaviside mentre Samuel Wesley Stratton fou president del MIT. Quan Harold Jeffreys de Cambridge, a Anglaterra, va publicar el seu tractat matemàtic a Operational Methods in Mathematical Physics (1927), Bush va respondre amb el seu llibre de text Operational Circuit Analysis (1929) pensat per l'educació de futurs enginyers elèctrics. Al prefaci va escriure-hi:
| « | Escric com a enginyer i no pretenc ser matemàtic. M'arrepenjo amb el suport, i sempre espero fer-ho així, del matemàtic, igual que he d'arrepenjar-me en el químic, el físic, o l'advocat. Norbert Wiener m'ha guiat pacientment per evitar caure en moltes trampes matemàtiques ... ha escrit un apèndix a aquest text sobre alguns punts concrets matemàtics. No sabia que un enginyer i un matemàtic s'ho podien passar tan bé junts. Només voldria tenir la intuïció vital de matemàtiques que ell té dels principis bàsics de la Física. | » |

 Parry Moon i Stratton estaven als agraïments, igual que M.S. Vallarta que "va escriure el primer conjunt d'apunts de classe que vaig utilitzar."
Una derivada de la feina al MIT va ser el principi de la teoria de disseny de circuits digitals per un dels estudiants de postgrau de Bush, Claude Shannon. Treballant en el motor analític, Shannon va descriure l'aplicació d'àlgebra de Boole a circuits electrònics en la seva històrica tesi de màster, A Symbolic Analysis of Relay and Switching Circuits (una anàlisi simbòlica de circuits de relés i commutació) El 1935, Bush va ser contactat per OP-20-G, l'oficina d'intel·ligència naval, que buscava un dispositiu electrònic que els ajudés a desxifrar codis. Bush va cobrar 10.000 dòlars per dissenyar la Màquina Analítica Ràpida (RAM). El projecte va passar-se del pressupost i no es va entregar fins al 1938, i llavors va demostrar un funcionament poc fiable. No obstant això, fou un pas important cap a crear aquest tipus de dispositiu.
La reforma de l'administració del MIT va començar dins 1930 amb el nomenament de Karl T. Compton com a president. Bush i Compton aviat van topar sobre l'assumpte de limitar la quantitat de consultoria exterior per professors, batalla que Bush va perdre ràpidament, però els dos homes aviat van construir una relació professional sòlida. Compton nomenar Bush al nou càrrec de vicepresident el 1932. Aquell any Bush també va convertir-se en degà de l'Escola d'Enginyeria del MIT. Els dos càrrecs comportaven un salari de 12.000 dòlars més 6.000 per despeses per any.

## Segona Guerra Mundial

### Carnegie Institution for Science
El maig de 1938, Bush va acceptar un nomenament de prestigi com a president de la Carnegie Institution of Washington (CIW), que s'havia fundat a Washington DC. També coneguda com a Carnegie Institution for Science, tenia un patrimoni de 33 milions de dòlars, i invertia un milió i mig de dòlars anuals en recerca, la major part en vuit laboratoris principals. Bush n'esdevenia el president l'u de gener de 1939, amb un sou de 25.000 dòlars. Ara podia influir en la política de recerca dels Estats Units al nivell més alt, i podia aconsellar informalment el govern en assumptes científics. Bush va adonar-se aviat que el CIW tenia problemes financers seriosos, i va haver de demanar finançament addicional a la Carnegie Corporation.
Bush va tenir conflictes pel lideratge de l'institut amb Cameron Forbes, el president del consell de CIW, i amb el seu predecessor, John Merriam, que continuava donant consells sense que li demanessin. Una vergonya important per a tots ells tot va ser Harry H. Laughlin, el cap de l'Oficina de Registre de l'Eugenèsia, les activitats de la qual Merriam havia intentat d'aturar sense èxit. Bush va convertir en una prioritat fer-lo plegar, ja que el considerava un frau científic, i un dels seus primers actes va ser demanar una revisió de la feina de Laughlin. El juny de 1938, Bush va demanar a Laughlin que es retirés, oferint-li una pensió anual, que Laughlin va acceptar de mala gana. L'Oficina de Registre de l'Eugenèsia va ser rebatejada com a Oficina de Registre de la Genètica, el seu finançament es va retallar dràsticament, i el 1944 es va tancar definitivament. El senador Robert Reynolds va intentar recuperar Laughlin per a la feina, però Bush va informar la junta que una investigació a Laughlin "demostraria que era físicament incapaç de dirigir una oficina, i una investigació de la seva estatura científica seria igual de concloent."
Bush volia que l'institut es concentrés en ciència dura. Va destruir el programa d'arqueologia de Carnegie, fent retrocedir aquest camp molts anys als Estats Units. Veia poc valor en les Humanitats i les ciències socials, i va retallar el finançament d'Isis, una revista dedicada a la història de la ciència i la tecnologia i la seva influència cultural. Bush va explicar més endavant que "tinc una reserva gran sobre aquests estudis on algú surt i entrevista un grapat de persones i llegeix molt material i escriu un llibre i el posa damunt un prestatge i ningú no el llegeix mai més."

### National Advisory Committee for Aeronautics
El 23 d'agost de 1938, Bush va ser nomenat al Comitè Consultiu Nacional per Aeronàutica (NACA), el predecessor de la NASA. El seu president Joseph Sweetman Ames va emmalaltir, i Bush, com a vicepresident, aviat va haver de substituir-lo. El desembre de 1938, NACA va demanar 11 milions de dòlars per establir un laboratori de recerca aeronàutica nou a Sunnyvale, Califòrnia, per suplementar el ja existent Langley Memorial Aeronautical Laboratory. La ubicació de Califòrnia va ser escollida per la seva proximitat a alguns de les empreses d'aviació més grans. La decisió va tenir el suport del cap del Cos de l'Aire de l'Exèrcit dels Estats Units, el general major Henry H. Arnold, i pel cap de l'agència aeronàutica de l'armada, contraalmirall Arthur B. Cook, que tenien previst de gastar entre tots dos 225 milions de dòlars en aeronaus noves en l'any següent. Tanmateix, el Congrés no va quedar convençut del seu valor, i Bush va haver de comparèixer davant del Comitè d'Apropiacions del Senat el 5 d'abril de 1939. Va ser una experiència frustrant per a Bush, que fins llavors no havia hagut d'aparèixer mai davant del Congrés, i no va aconseguir convèncer els senadors. Va caldre més feina de lobbying fins que es va aprovar el finançament del nou centre, conegut finalment com a Ames Research Center. Llavors, la guerra ja havia començat a Europa, i la inferioritat dels motors d'avió americans era evident, en particular l'Allison V-1710 que tenia molt mal rendiment en altituds elevades i va haver de treure's del P-51 Mustang a favor del motor britànic Rolls-Royce Merlin. El NACA va demanar finançament per construir un tercer centre a Ohio, que va convertir-se en el Glenn Research Center. Després de la jubilació d'Ames l'octubre 1939, Bush va convertir-se en president del NACA, amb George J. Mead com el seu ajudant. Bush va quedar-se al NACA fins al novembre de 1948.

### Comitè de Recerca de Defensa nacional (NDRC)
Durant la Primera Guerra Mundial, Bush s'havia adonat de la mala cooperació entre els científics civils i els militars. Preocupat per la manca de coordinació entre la recerca científica i els requisits de mobilització de defensa, Bush va proposar la creació d'una agència dirigent general en el govern federal, de la qual va parlar amb els seus col·legues. Va fer que el secretari de NACA preparés un esborrany del Comitè de Recerca de Defensa nacional proposat perquè el presentessin al Congrés, però després de la invasió de França pels alemanys el maig de 1940, Bush va decidir que calia accelerar-ho i parlar-ne directament amb el president Franklin D. Roosevelt. A través de l'oncle del President, Frederic Delano, Bush va aconseguir la reunió amb Roosevelt el 12 de juny de 1940, i li va portar un únic full de paper amb la descripció de l'agència. Roosevelt va aprovar la proposta en 15 minuts, escrivint "OK – FDR" en el full.
Amb Bush com a president, el NDRC funcionava fins i tot abans que l'agència s'hagués establert oficialment per ordre del Consell de Defensa Nacional el 27 de juny de 1940. L'organització funcionava financerament de forma precària amb el suport monetari del fons d'emergència del President. Bush va nomenar quatre científics capdavanters al NDRC: Karl T. Compton (President del MIT), James B. Conant (President de Harvard), Frank B. Jewett (President de l'Acadèmia Nacional de Ciències i president de la Junta directiva dels Laboratoris Bell), i Richard C. Tolman (Degà de l'escola de graduats a Caltech); El contraalmirall Harold G. Bowen, Sr. i el general de brigada George V. Strong representaven l'exèrcit. Els civils ja es coneixien bé entre ells, cosa que va permetre que l'organització comencés a funcionar de seguida. El NDRC es va establir en l'edifici d'administració de la Carnegie Institution of Washington. Cada membre del comitè tenia assignada una àrea de responsabilitat, mentre que Bush s'encarregava de la coordinació. Un nombre petit de projectes depenien d'ell directament, com la secció S-1 sobre urani. L'ajudant de Compton, Alfred Loomis, va dir que "dels homes la mort dels quals a l'estiu de 1940 hauria estat la calamitat més gran per Amèrica, el President és primer, i Bush seria segon o tercer."
A Bush li agradava dir que "si va fer alguna contribució important a l'esforç de guerra, va ser aconseguir que l'Exèrcit i l'Armada s'expliquessin què feien." Va establir una relació cordial amb el Secretari de Guerra Henry L. Stimson, i l'ajudant de Stimson, Harvey H. Bundy, que va trobar Bush "impacient" i "vanitós", però va dir sigui "un dels homes més importants i competents que mai he conegut". la relació de Bush amb l'armada era més turbulenta. Bowen, el director del Laboratori de Recerca Naval (NRL), veia el NDRC com a rival burocràtic, i va recomanar abolir-lo. Una sèrie de batalles burocràtiques van acabar amb el NRL col·locat sota l'Agència de Vaixells, i amb el Secretari de l'Armada Frank Knox col·locant un informe sobre capacitat insatisfactòria a l'expedient personal de Bowen. Després de la guerra, Bowen un altre cop intentaria crear un rival al NDRC dins l'armada.
El 31 d'agost de 1940, Bush es va reunir amb Henry Tizard, i va arranjar una sèrie de reunions entre el NDRC i la Missió Tizard, una delegació científica britànica. En una reunió el 19 de setembre de 1940, els americans van descriure la recerca en microones de Loomis i Compton. Tenien un radar experimental d'ona curta de 10 cm de longitud d'ona, però va admetre que no tenia prou potència i que estaven en un cul de sac. Taffy Bowen i John Cockcroft de la Missió Tizard van ensenyar llavors un magnetró de cavitat, un dispositiu molt més avançat que qualsevol cosa que els americans havien vist mai, amb una potència de sortida al voltant de 10 KW a 10 cm, suficient per detectar el periscopi d'un submarí emergit a la nit des d'una aeronau. Per explotar l'invent, Bush va decidir crear un laboratori especial. El NDRC va destinar al laboratori nou un pressupost de 455.000 dòlars per al seu primer any. Loomis va suggerir que el laboratori hauria de ser gestionat per la Carnegie Institution, però Bush el va convèncer que era preferible que fos a càrrec del MIT. El Laboratori de Radiació, com es va acabar anomenant, va provar el seu radar aeri des d'un B-18 de l'Exèrcit el 27 de març de 1941. Cap a mitjans de 1941, havia desenvolupat el radar SCR-584, un sistema de control de foc mòbil amb radar per a canons antiaeris.
El setembre de 1940, Norbert Wiener va proposar a Bush construir un ordinador digital. Bush va negar-se a donar-li finançament del NDRC perquè no creia que fos possible completar-lo abans del final de la guerra. Els proponents dels ordinadors digitals van quedar decebuts per la decisió, que van atribuir a una preferència per la tecnologia analògica obsoleta. El juny de 1943, l'Exèrcit va proporcionar 500.000 dòlars per a construir l'ordinador, que es va anomenar ENIAC, el primer ordinador electrònic de propòsit general. Havent-ne retardat el finançament, la predicció de Bush va ser certa, perquè l'ENIAC no va ser completat fins al desembre de 1945, quan la guerra ja havia acabat. Els seus crítics van veure la seva actitud com a falta de visió.

### Oficina de Recerca i Desenvolupament Científics
El 28 de juny de 1941, Roosevelt va establir l'Oficina de Recerca i Desenvolupament Científics (OSRD) amb la signatura de l'Ordre Executiva 8807. Bush esdevenia director de l'OSRD mentre que Conant el succeïa com a president del NDRC, que quedava com a subsidiari de l'OSRD. L'OSRD tenia un finançament molt més segur que el NDRC, perquè el rebia directament del Congrés, i tenia recursos i autoritat per desenvolupar armes i tecnologies amb l'exèrcit o sense. A més, l'OSRD tenia un mandat més ampli que el NDRC, estenent-se a àrees addicionals com la recerca mèdica i la producció massiva de penicil·lina i sulfamides. L'organització va créixer a 850 empleats de dedicació plena, i va produir entre 30.000 i 35.000 informes. L'OSRD va estar implicat en uns 2.500 contractes, per valor de més de 536 milions de dòlars.
El sistema de gestió de Bush a l'OSRD era dirigir la política global, delegant la supervisió de les divisions a col·legues qualificats i deixant-los fer la seva feina sense interferència. Intentava interpretar el mandat de l'OSRD de la forma més restringida possible per evitar sobrecarregar la seva organització i per no duplicar l'esforç d'altres agències. Bush sovint preguntava: "ajudarà a guanyar una guerra; aquesta guerra?" Altres reptes van implicar obtenir fons adequats del President i el Congrés i determinar el repartiment de la recerca entre les instal·lacions del govern, acadèmiques, i industrials. Els seus problemes més difícils, i també els èxits més grans, van ser mantenir la confiança de l'exèrcit, que no confiava en la capacitat dels civils de complir els controls de seguretat i enginyar solucions pràctiques, i oposar-se al reclutament de científics joves per a les forces armades. Això últim fou especialment difícil a partir de la crisi de personal de l'exèrcit que es va agreujar el 1944. Globalment, l'OSRD va demanar retards per uns 9.725 empleats de contractistes de l'OSRD, dels quals tots menys 63 es van concedir. En la seva necrològica, The New York Times va descriure Bush mentre "un mestre eludint obstacles, tant tècnics com polítics com generals i almiralls de cap calent."

#### Detonador de proximitat

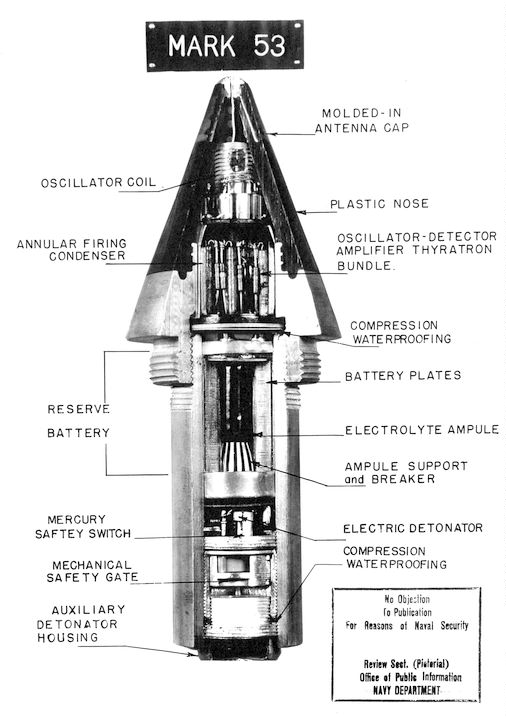
Diagrama transversal del detonador de proximitat Mark 53

L'agost de 1940, el NDRC va començar a treballar en un detonador de proximitat, un detonador dins un obús d'artilleria que explotés quan s'acostés al seu objectiu. Un radar, juntament amb les seves bateries, es va miniaturitzar per que cabés dins de l'obús, i les seves vàlvules de buit de vidre es van dissenyar per suportar l'acceleració de 20.000 g en ser disparat i les 500 rotacions per segon durant el vol. A diferència del radar normal, el detonador de proximitat enviava un senyal continu en comptes de polsos curts. El NDRC va crear una Secció especial anomenada T presidida per Merle Tuve del CIW, amb el comandant William S. Parsons com ajudant especial de Bush i enllaç entre el NDRC i l'agència de municions de l'Armada. Un de membres de personal del CIW que Tuve va reclutar per a la Secció T el 1940 era James Van Allen. L'abril de 1942, Bush va col·locar la Secció T directament sota l'OSRD, dirigida per Parsons. La recerca va mantenir-se sota la responsabilitat de Tuve però es va traslladar al laboratori de Física Aplicada de la Universitat Johns Hopkins, on Parsons era el representant de l'agència de municions. L'agost de 1942, es va fer un prova amb foc real amb el creuer nou USS Cleveland; tres vehicles aeris no tripulats van ser abatuts successivament.
Per conservar el secret del detonador de proximitat, el seu ús era permès inicialment només sobre mar, on un projectil que no hagués explotat no podia caure en mans de l'enemic. A finals de 1943, l'Exèrcit va aconseguir permís per utilitzar l'arma sobre terra. El detonador de proximitat va ser especialment eficaç contra la bomba V-1 a Anglaterra, i més endavant Anvers, el 1944. També se'n va desenvolupar una versió per ús amb obusos contra objectius de terra. Bush va reunir-se amb l'Estat Major l'octubre 1944 per advocar pel seu ús, argumentant que els alemanys serien incapaços de copiar i produir-lo abans que la guerra acabés. Finalment, l'Estat Major va permetre'n l'ús a partir de 25 de desembre. En resposta a l'Ofensiva alemanya de les Ardenes del 16 de desembre de 1944, es va autoritzar l'ús immediat del detonador de proximitat, i va entrar en acció amb efectes letals. Cap a finals de 1944, els detonadors sortien de les línies de producció a un ritme de 40.000 per dia. "Si hom mira el programa del detonador de proximitat globalment," va escriure l'historiador James Phinney Baxter III, "la magnitud i complexitat de l'esforç el col·loquen entre els tres o quatre èxits científics més extraordinaris de la guerra."
La bomba alemanya V-1 va demostrar una omissió seriosa en el catàleg d'OSRD : els míssils guiats. Encara que l'OSRD va tenir algun èxit desenvolupant coets no guiats, no tenia res comparable amb el V-1, el V-2 o la bomba guiada planejadora aire-contra-vaixell Henschel Hs 293. Tot i que els Estats Units anaven per darrere dels alemanys i els japonesos en diverses àrees, això representava un camp sencer que havia quedat per l'enemic. Bush no va buscar el consell de Robert H. Goddard. Goddard acabaria sent considerat el pioner dels coets americans, però molts contemporanis el consideraven un sonat. Abans de la guerra, Bush havia declarat públicament, "no entenc com un científic seriós o un enginyer poden anar jugant amb coets", però el maig de 1944, va haver de viatjar a Londres per advertir el general Dwight Eisenhower del perill plantejat pel V-1 i V-2. Bush només podia recomanar que els llocs de llançament es bombardegessin, i així es va fer.

#### Projecte Manhattan
Bush va tenir un paper crític per persuadir el govern dels Estats Units que emprengués un programa de xoc per crear una bomba atòmica. Quan es va formar el NDRC, se'n va fer dependre el Comitè sobre l'urani, informant directament a Bush. Bush va reorganitzar el comitè, enfortint-ne el component científic afegint-hi Tuve, George B. Pegram, Jesse W. Beams, Ross Gunn i Harold Urey. Quan es va formar l'OSRD el juny de 1941, el Comitè sobre l'Urani es va tornar a col·locar directament sota la responsabilitat de Bush. Per motius de seguretat, el nom es va canviar a Secció S-1.

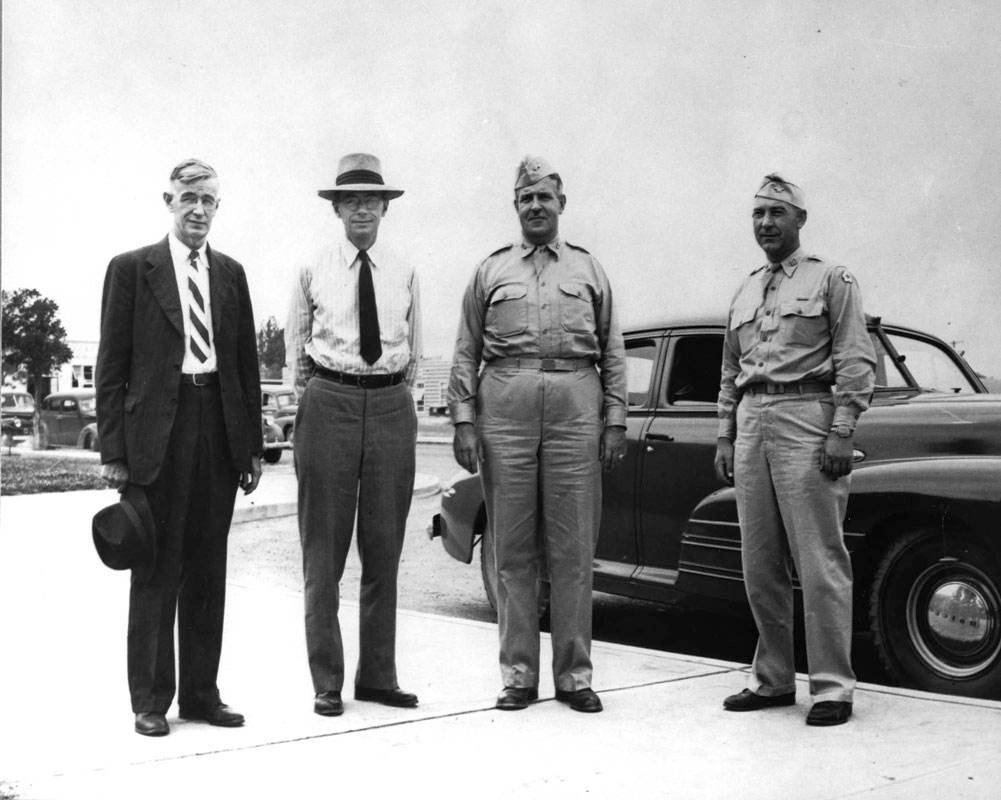
D'esquerra a dreta: Vannevar Bush, James B. Conant, general major Leslie Groves i Coronel Franklin Matthias a Hanford Site el juliol de 1945

Bush es va reunir amb Roosevelt i el vicepresident Henry A. Wallace el 9 d'octubre de 1941, per parlar del projecte. Va informar Roosevelt sobre Tube Alloys, el projecte atòmic britànic i el Comitè Maud, que havien conclòs que una bomba atòmica era factible, i sobre el projecte d'energia nuclear alemany, del qual se'n sabia poc. Roosevelt va aprovar i va accelerar el programa atòmic. Per controlar-lo, va crear un Grup Polític Suprem que consistia en ell mateix—tot i que no va assistir mai a cap reunió—Wallace, Bush, Conant, Stimson i el Cap de l'Estat Major de l'Exèrcit, el general George Marshall. Seguint el consell de Bush, Roosevelt va decidir que l'exèrcit gestionés el projecte en comptes de l'Armada, tot i que l'Armada hi havia mostrat molt més interès, i ja estava fent recerca d'energia atòmica per propulsar vaixells. Les experiències negatives de Bush amb l'Armada l'havien convençut que no escoltarien el seu consell, i no podrien gestionar projectes de construcció a gran escala.
El març de 1942, Bush va enviar un informe a Roosevelt que explicava la feina de Robert Oppenheimer sobre la secció eficaç nuclear de l'urani 235. Els càlculs d'Oppenheimer, que Bush va fer comprovar per George Kistiakowsky, van estimar que la massa crítica d'una esfera d'urani 235 estava entre 2.5 i 5 quilograms, amb un poder destructiu d'unes 2.000 tones de TNT. A més, semblava que el plutoni podia ser encara més físsil. Després de consultar amb el general de brigada Lucius D. Clay sobre els requisits de construcció, Bush va preparar una sol·licitud de 85 milions de dòlars per l'any fiscal 1943 per a quatre plantes pilot, que va enviar a Roosevelt el 17 de juny de 1942. Amb l'Exèrcit implicat, Bush va moure's per optimitzar la supervisió del projecte per l'OSRD, substituint la Secció S-1 per un nou Comitè Executiu S-1.
Bush aviat va manifestar el seu descontentament amb les dilacions del projecte, amb les indecisions sobre la selecció de llocs per a les plantes pilot. El preocupava especialment l'assignació d'una prioritat AA-3, cosa que retardaria la conclusió de les plantes pilot tres mesos. Bush es va queixar sobre aquests problemes a Bundy i el sots-secretari de guerra Robert P. Patterson. El general major Brehon B. Somervell, comandant dels serveis d'intendència de l'exèrcit, va nomenar el general de brigada Leslie R. Groves com a director de projecte el setembre. Pocs dies després de prendre possessió, Groves va aprovar el lloc proposat a Oak Ridge, Tennessee, i va obtenir una prioritat d'AAA. En una reunió a l'oficina de Stimson el 23 de setembre on van assistir Bundy, Bush, Conant, Groves, Marshall Somervell i Stimson, Bush va presentar la seva proposta per dirigir el projecte amb un comitè petit que respongués al Grup Polític Suprem. La reunió va estar d'acord amb Bush, i va crear un Comitè de Política Militar presidit per ell, amb el cap de personal de Somervell, el general de brigada Wilhelm D. Styer, com a representant de l'Exèrcit, i el contraalmirall William R. Purnell representant l'Armada.
A la reunió amb Roosevelt el 9 d'octubre de 1941, Bush defensava la cooperació amb el Regne Unit, i va començar a parlar-ne amb el seu equivalent britànic, Sir John Anderson. Però l'octubre de 1942, Conant i Bush van acordar que un projecte conjunt plantejaria riscos de seguretat i seria més complicat de gestionar. Roosevelt va aprovar una recomanació del Comitè de Política Militar que declarava que la informació que es donés als britànics hauria de ser limitada a les tecnologies en què estiguessin treballant activament i no hauria d'estendre's a desenvolupaments per la postguerra. El juliol de 1943, en una visita a Londres per conèixer els progressos britànics en tecnologia antisubmarins, Bush, Stimson i Bundy van trobar-se amb Anderson, Lord Cherwell i Winston Churchill al 10 de Downing Street. A la reunió, Churchill va pressionar enèrgicament per una renovació de l'intercanvi, mentre que Bush va defensar la política del moment. Només quan va retornar a Washington va descobrir que Roosevelt estava d'acord amb els britànics. L'Acord de Quebec va fusionar els dos projectes de bomba nuclear, creant el Comitè de Política Combinada amb Stimson, Bush i Conant com a representants dels Estats Units.
Bush va aparèixer en la portada de la revista Time el 3 d'abril de 1944. Va anar de viatge pel Front Occidental l'octubre de 1944, i va parlar amb oficials de munició, però cap comandant de rang elevat es va voler reunir amb ell. Va poder reunir-se amb Samuel Goudsmit i altres membres de la Missió Alsos, que li van assegurar que no hi hi havia cap perill pel projecte alemany; va traslladar aquesta valoració al tinent general Bedell Smith. El maig de 1945, Bush va passar a formar part del Comitè Interí que es va formar per aconsellar el president nou, Harry S. Truman, sobre armes nuclears. Va aconsellar que la bomba atòmica havia de ser utilitzada contra un objectiu industrial dins del Japó el més aviat possible i sense avís previ. Bush era present a la base d'Alamogordo el 16 de juliol de 1945, per la prova nuclear Trinity, la primera detonació d'una bomba atòmica. Després de l'assaig, es va treure el barret davant d'Oppenheimer.
Abans del final de la Segona Guerra Mundial, Bush i Conant havien previst i intentat evitar una possible carrera armamentista nuclear. Bush va proposar l'obertura científica internacional i la compartició d'informació com a mètode d'autoregulació per a la comunitat científica, per evitar que cap grup polític aconseguís un avantatge científic. Abans que la recerca nuclear fos coneguda públicament, Bush va utilitzar el desenvolupament d'armes biològiques com a model per a la discussió de problemes simulars, una "falca per obrir". Va tenir menys èxit promocionant les seves idees en temps de pau amb el President Harry Truman, que no pas en temps de guerra amb Roosevelt.
A "Com Podríem Pensar", un assaig publicat per l'Atlantic Monthly el juliol de 1945, Bush va escriure: "Això no ha estat una guerra d'un científic; ha estat una guerra en la qual tots han tingut un paper. Els científics, enterrant la seva antiga competició professional per la demanda d'una causa comuna, han compartit molt i han après molt. Ha estat emocionant poder treballar amb una associació efectiva."

## Anys de postguerra

### Concepte Memex
Bush va introduir el concepte del memex durant la dècada de 1930, que imaginava com una forma d'augment de memòria que contingués un "dispositiu amb microfilm on un individu emmagatzema tots els seus llibres, registres, i comunicacions, i que està mecanitzat de manera que pugui ser consultat amb gran velocitat i flexibilitat. És un suplement íntim ampliat a la seva memòria." Volia que el memex emulés la manera com el cervell enllaça dades per associació més que per índexs i pels paradigmes d'emmagatzematge jeràrquic tradicionals, i que fos fàcil d'accedir-hi com "un dispositiu futur per a ús individual ... Una mena d'arxiu i biblioteca privats i mecanitzats" en forma d'escriptori. El memex també es volia com a eina per estudiar el propi cervell.
Després de pensar sobre el potencial de la memòria augmentada durant diversos anys, Bush va plasmar els seus pensaments extensament a "As We May Think" (Com Podríem Pensar), pronosticant que "formes completament noves d'enciclopèdies apareixeran, preparades amb una xarxa de camins associatius a través seu, preparades per deixar-se al memex i amplificar-s'hi". Uns quants mesos més tard, la revista Life va publicar una versió condensada de "Com Podríem Pensar", acompanyada de diverses il·lustracions que mostraven l'aspecte possible d'una màquina memex i els seus dispositius d'acompanyament.
Poc després de la publicació original de "Com Podríem Pensar", Douglas Engelbart el va llegir, i tenint en compte la visió de Bush, va començar a fer feina que desembocaria finalment en l'invent del ratolí. Ted Nelson, qui va encunyar els termes "hipertext" i "hipermèdia", també va ser influït per l'assaig de Bush.

"Com Podríem Pensar" ha acabat sent un assaig visionari i influent. En la seva introducció a un article que parla de l'alfabetització d'informació com a disciplina, Bill Johnston i Sheila Webber van escriure el 2005 que 
| « | L'article de Bush es podria considerar que descriu un microcosmos de la societat de la informació, amb els límits delimitats rígidament pels interessos i experiències d'un científic important de l'època, en comptes dels espais de coneixement més obert del segle XXI. Bush proporciona el nucli d'una visió de la importància de la informació a la societat industrial/científica, utilitzant la imatge d'una "explosió d'informació" que prové de les exigències sense precedents que va fer la Segona Guerra Mundial sobre la producció científica i les aplicacions tecnològiques. Presenta una versió de la ciència de la informació com a disciplina clau dins de la pràctica dels dominis de coneixement científic i tècnic. El seu punt de vista abasta els problemes de la sobrecàrrega d'informació i la necessitat d'enginyar mecanismes eficients per controlar i canalitzar informació per al seu ús. | » |

A Bush el preocupava que la sobrecàrrega d'informació podria inhibir els esforços en recerca dels científics. Mirant al futur, va pronosticar un temps quan "hi hagi una muntanya creixent de recerca. Però cada vegada hi ha més proves que ens estem encallant avui a mesura que s'estén l'especialització. L'investigador queda sorprès pels descobriments i conclusions de milers d'altres treballadors."

### National Science Foundation
L'OSRD va continuar actiu fins algun temps després del final de les hostilitats, però cap a 1946–47 hi havia quedat reduït a un personal mínim encarregat d'acabar la feina que quedava del període de guerra; Bush en demanava el tancament fins i tot abans del final de la guerra. Durant la guerra, l'OSRD havia signat contractes com li havia semblat, amb només vuit organitzacions que rebien la meitat del seu pressupost. El MIT era qui havia rebut més fons, amb les seves connexions òbvies amb Bush i els seus socis principals. Els esforços per aconseguir una legislació que deixés l'OSRD exempt dels controls de conflicte d'interessos habituals al govern van fracassar, deixant Bush i altres caps de l'OSRD vulnerables judicialment. Bush, per tant, va pressionar perquè l'OSRD es tanqués com abans millor.
Amb la seva dissolució, Bush i altres esperaven que una agència equivalent de recerca i desenvolupament del govern substituiria l'OSRD en temps de pau. Bush creia que la recerca bàsica era important per la supervivència nacional tant per raons militars com comercials, requerint un suport continu del govern per la ciència i la tecnologia; la superioritat tècnica podia ser dissuasiva d'una possible futura agressió per un enemic. A Science, The Endless Frontier (Ciència, La Frontera Sense Fi), un informe al president de juliol de 1945, Bush sostenia que la recerca bàsica "marcava el ritme del progrés tecnològic". "Els productes i els processos nous no apareixen acabats", Bush va escriure en l'informe. "Es fonamenten en principis nous i concepcions noves, que alhora es desenvolupen amb grans esforços amb recerca en els reialmes més purs de ciència!" Segons l'opinió de Bush, els "reialmes més purs" eren les ciències físiques i mèdiques; no proposava finançar les ciències socials. A Science, The Endless Frontier, segons l'historiador de la ciència Daniel Kevles, Bush "va insistir en el principi de patrocini federal per l'avenç del coneixement en els Estats Units, una noció que va dominar la política científica del govern federal després de la Segona Guerra Mundial."

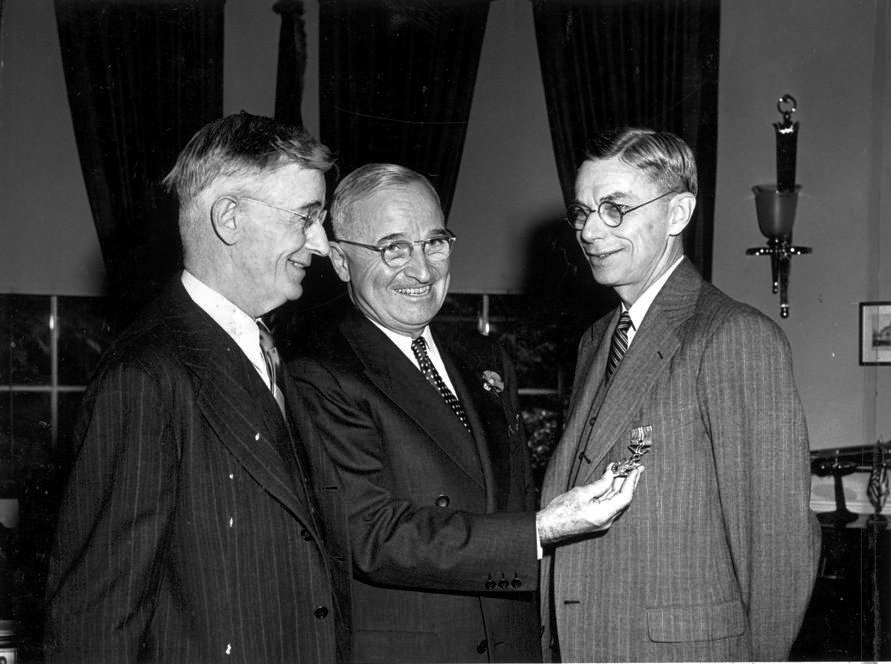
Bush (esquerra) amb Harry S. Truman (centre) i James B. Conant (dreta)

El juliol de 1945, la proposta de llei Kilgore va arribar al Congrés, proposant que el president nomenés i destituís un administrador únic de ciència, amb èmfasi en la recerca aplicada, i una clàusula de patent que afavorís un monopoli de govern. Per contrast, la proposta de llei Magnuson que hi competia era similar a la proposta de Bush de delegar el control en una junta de científics i administradors civils de màxim nivell, que nomenessin un director executiu. La llei Magnuson emfasitzava la recerca bàsica i protegia els drets privats de patent. Una llei de compromís Kilgore–Magnuson de febrer 1946 va aprovar-se al Senat però va caducar a la Cambra de Representants perquè Bush va afavorir una altra proposta de llei que era un duplicat virtual de la llei Magnuson original. El senat va introduir una llei el febrer de 1947 per crear la National Science Foundation (NSF) per reemplaçar l'OSRD. Aquesta proposta afavoria la majoria de les característiques que defensava Bush, incloent la polèmica administració per una junta autònoma de científics. La llei va ser aprovada al Senat i la Cambra de Representants, però Truman la va vetar el 6 d'agost, adduint que els administradors no eren prou responsables davant del president ni del Congrés. L'OSRD va ser abolit sense cap organització successora el 31 de desembre de 1947.
Sense una Fundació de Ciència Nacional, l'exèrcit s'hi va posar, amb l'Oficina de Recerca Naval (ONR) omplint el buit. La guerra havia acostumat molts científics a treballar sense les restriccions pressupostàries que imposaven les universitats de preguerra. Bush va ajudar a crear la Joint Research and Development Board (JRDB, Junta Conjunta de Recerca i Desenvolupament) de l'Exèrcit i Armada, del qual en va ser president. Amb l'aprovació de la Llei de Seguretat Nacional del 26 de juliol de 1947, el JRDB es va convertir en el Research and Development Board (RDB, Junta de Recerca i Desenvolupament). La seva funció era promoure la recerca mitjançant l'exèrcit fins que una llei creés definitivament la Fundació de Ciència Nacional. Cap a 1953, el Departament de Defensa gastava 1.600 milions de dòlars l'any en recerca; els físics passaven el 70 per cent del temps en recerca relacionada amb la defensa, i el 98 per cent dels diners gastats en Física venia o del Departament de Defensa o de la Comissió d'Energia Atòmica (AEC), que havia agafat el relleu del Projecte Manhattan l'1 de gener de 1947. La legislació per crear la Fundació de Ciència Nacional va ser aprovada finalment pel Congrés i Truman la va signar el 1950.
L'autoritat que Bush tenia com a president del RDB era molt diferent del poder i influència de què havia gaudit com a director de l'OSRD i de la que hauria tingut amb una agència independent de la branca Executiva i del Congrés, com havia esperat. No va ser mai feliç amb el càrrec i va dimitir com a president del RDB al cap d'un any, però es va quedar al comitè de supervisió. Va continuar sent escèptic sobre coets i míssils, escrivint en el seu llibre de 1949, Armes Modernes i Homes Lliures, que els míssils balístics intercontinentals no serien tècnicament factibles "durant molt temps ... si és que arriben a ser-ho".

### Vida posterior
Amb Truman de president, homes com John R. Steelman, que fou nomenat president de la President's Scientific Research Board (Junta de Recerca Científica del President) l'octubre de 1946, va passar a primera fila. L'autoritat de Bush, tant entre científics com amb polítics, va declinar ràpidament, encara que va continuar sent una figura venerada. El setembre de 1949, va ser nomenat per encapçalar un comitè científic que també incloïa Oppenheimer per revisar les proves de la primera prova atòmica de la Unió Soviètica. El comitè va concloure que era veritat, i es va comunicar a Truman, que en va fer l'anunci públic. Bush es va indignar quan una audiència de seguretat va treure a Oppenheimer la seva autorització el 1954; va escriure un atac feroç contra els acusadors d'Oppenheimer al The New York Times. Alfred Friendly va expressar el sentiment de molts científics en declarar que Bush havia esdevingut "El Gran Home Vell de la Ciència Americana".
Bush va continuar servint en el NACA fins 1948 i va expressar el seu enuig amb les empreses aeronàutiques per retardar el desenvolupament d'un motor turboreactor a causa de la despesa enorme de recerca i desenvolupament a més de remodelar els vells motors de pistó. També estava decebut amb la indústria de l'automòbil, que no va mostrar cap interès en les seves propostes per motors més eficients amb el combustible. General Motors li va dir que "fins i tot si fos un motor millor, [General Motors] no hi estaria interessat". Bush també deplorava les tendències en la publicitat. "Madison Avenue creu," va dir, "que si li dius al públic una cosa absurda, però ho fas prou temps, el públic acabarà registrant-ho en el seu estoc de veritats acceptades."
De 1947 a 1962, Bush va ser al Consell d'Administració d'American Telephone and Telegraph. Es va retirar com a president de la Carnegie Institution i va tornar a Massachusetts el 1955, però va continuar sent director de Metals and Controls Corporation entre 1952 i 1959, i de Merck & Co. de 1949 a 1962. Bush va ser president del Consell d'Administració de Merck després de la mort de George W. Merck, servint-hi fins al 1962. Va treballar braç a braç amb el president de l'empresa, Max Tishler, encara que a Bush li preocupava la reticència de Tishler a delegar responsabilitats. Bush es malfiava de l'organització de vendes de l'empresa, però donava suport als esforços en recerca i desenvolupament de Tishler. Va ser a la junta de la Universitat Tufts de 1943 a 1962, de Johns Hopkins de 1943 a 1955, de la Carnegie Corporation of New York de 1939 a 1950, de la Carnegie Institution of Washington de 1958 a 1974, i del George Putnam Fund of Boston de 1956 a 1972, i va ser regent de la Smithsonian Institution de 1943 a 1955.
Bush va rebre la Medalla Edison de l'AIEE el 1943, "per la seva contribució a l'avenç de l'enginyeria elèctrica, particularment a través del desenvolupament d'aplicacions noves de matemàtiques a problemes d'enginyeria, i pel seu servei eminent a la nació guiant el programa de recerca de la guerra." El 1945, Bush va rebre la Medalla de Benestar Públic de l'Acadèmia Nacional de Ciències. El 1949, va rebre la Medalla d'IRI de l'Institut de Recerca Industrial en reconeixement de les seves contribucions com a dirigent de recerca i desenvolupament. El President Truman va atorgar Bush la Medalla del Mèrit amb fulles de roure de bronze el 1948, el President Lyndon Johnson li va atorgar la Medalla Nacional de Ciència el 1963, i el President Richard Nixon li va donar el Premi de Pioners Atòmics de la Comissió d'Energia Atòmica el febrer de 1970. Bush també fou nomenat Cavaller Comandant de l'Ordre de l'Imperi britànic el 1948, i Oficial de la Legió d'Honor francesa el 1955.
Després de patir una feridura, Bush va morir a Belmont, Massachusetts, a l'edat de 84 de pneumònia el 28 de juny de 1974. Li van sobreviure els seus fills Richard, un cirurgià, i John, president de la Millipore Corporation, i per sis nets i la seva germana Edith. La seva dona havia mort el 1969. Va ser enterrat a South Dennis, Massachusetts, després d'un funeral privat. En un funeral públic que va fer després el MIT, Jerome Wiesner va declarar "cap altre americà ha tingut més influència en el creixement de la ciència i la tecnologia que Vannevar Bush".
El 1980, la National Science Foundation va crear el Premi Vannevar Bush en honor de les seves contribucions a servei públic. Els arxius de Vannevar Bush estan repartits entre diversos llocs, amb la majoria de la col·lecció a la Biblioteca del Congrés. Altres arxius es conserven al MIT, la Carnegie Institution, i la National Archives and Records Administration.

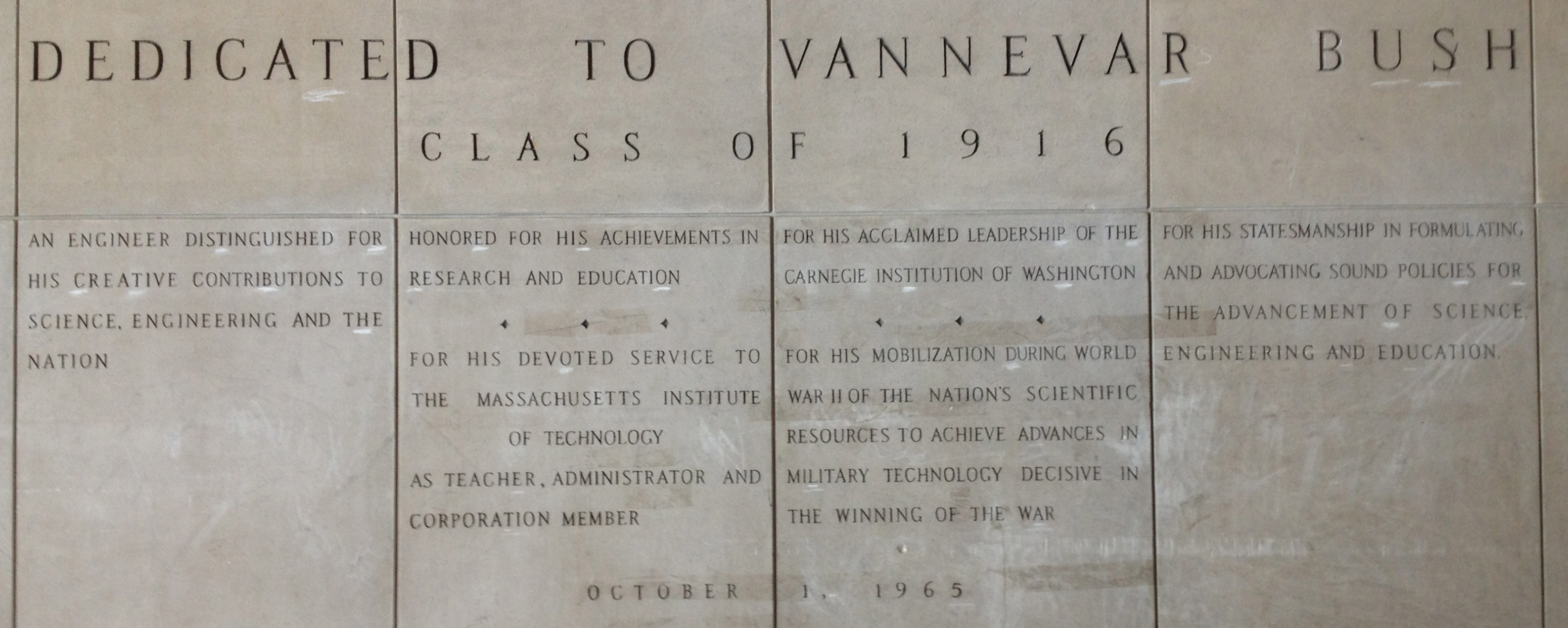
Aquesta inscripció en honor de Vannevar Bush és al lobby de l'edifici 13 del MIT, que porta el seu nom i és la seu del Centre per Ciència de Materials i Enginyeria.